# Marcus Wallenbergpriset
Marcus Wallenbergpriset är ett internationellt pris som instiftades 1980 av skogsindustriföretaget Stora Kopparbergs Bergslags AB, nu Stora Enso, för att hylla Marcus Wallenberg (1899–1982). Priset utdelas av den oberoende stiftelsen Marcus Wallenbergs Stiftelse för främjande av Skogsindustriell Vetenskaplig Forskning (The Marcus Wallenberg Foundation for Promoting Scientific Research in the Forest Industry) och går till en enskild forskare eller en mindre grupp av forskare för en banbrytande upptäckt eller utveckling inom ett för skogsindustrin betydelsefullt område. År 2018 utdelades priset för 35:e gången.
I samband med prisutdelningen hålls även ett symposium där representanter för akademi och industri presenterar nya rön inom områden som knyter an till årets pris. Stiftelsen anordnar även en "Young Researchers' Challenge" där unga forskare inbjuds att dela med sig av sin forskning i samband med symposiet och prisutdelningen. 

## Pristagare
| År   | Pristagare                                                                   | Land                                       |
| ---- | ---------------------------------------------------------------------------- | ------------------------------------------ |
| 1981 | Harry Hutchinson Holton                                                      | Kanada                                     |
| 1982 | Ricardo O. Foschi                                                            | Kanada                                     |
| 1983 | Bruno Andersson, Egon Höglund, Bertil Johansson och Bengt Thöresson          | Sverige                                    |
| 1984 | Leopoldo G Brandão, Edgard Campinhos Jr, Ney M Dos Santos och Yara K Ikemori | Brasilien                                  |
| 1985 | Karl-Erik Eriksson och T. Kent Kirk                                          | Sverige (K-E.E.), USA (T.K.K.)             |
| 1986 | Johan Gullichsen                                                             | Finland                                    |
| 1987 | Derek Barnes och Mark T. Churchland                                          | Kanada                                     |
| 1988 | Bernhard Ulrich                                                              | Tyskland                                   |
| 1989 | Torsten Ingestad                                                             | Sverige                                    |
| 1990 | -                                                                            |                                            |
| 1991 | Donald H. Marx                                                               | USA                                        |
| 1992 | -                                                                            |                                            |
| 1993 | Nils Hartler och Ants Teder                                                  | Sverige                                    |
| 1994 | Gene Namkoong                                                                | Kanada                                     |
| 1995 | Lennart Eriksson, Gerdt Fladda och Thorulf Pettersson                        | Sverige                                    |
| 1996 | -                                                                            |                                            |
| 1997 | Erkki Tomppo                                                                 | Finland                                    |
| 1998 | Keith Miles and Donald May                                                   | Kanada                                     |
| 1999 | Pekka Eskelinen, Raimo Virta och Vesa Vuorinen                               | Finland                                    |
| 2000 | Robert H. Leicester                                                          | Australien                                 |
| 2001 | Robert Evans                                                                 | Australien                                 |
| 2002 | Melvin Tyree                                                                 | USA                                        |
| 2003 | Johanna Buchert, Maija Tenkanen, Tapani Vuorinen och Anita Teleman           | Finland (J.B., M.T., T.P.), Sverige (A.T.) |
| 2004 | Paul Olof Meinander                                                          | Finland                                    |
| 2005 | Tom Kjelgaard, Katarina Magnusson and Ulf Ringdahl                           | Sverige                                    |
| 2006 | Antoine Kremer                                                               | Frankrike                                  |
| 2007 | Ove Nilsson                                                                  | Sverige                                    |
| 2008 | Bjarne Holmbom och Christer Eckerman                                         | Finland                                    |
| 2009 | Jouni Ikäheimo, Vesa Kajander och Bengt Welin                                | Finland                                    |
| 2010 | Hans Joachim Blass                                                           | Tyskland                                   |
| 2011 | Erik Næsset                                                                  | Norge                                      |
| 2012 | Mika Viljanmaa                                                               | Finland                                    |
| 2013 | Derek Gray                                                                   | Kanada                                     |
| 2014 | Magnus Berggren                                                              | Sverige                                    |
| 2015 | Akira Isogai, Tsuguyuki Saito, Japan, och Yoshiharu Nishiyama                | Japan                                      |
| 2016 | Alexander Katsevich och Federico Giudiceandrea                               | USA (A.K), Italien (F.G.)                  |
| 2017 | Ronald R. Sederoff                                                           | USA                                        |
| 2018 | Torgny Näsholm                                                               | Sverige                                    |
| 2019 | Gerhard Schickhofer                                                          | Österrike                                  |
| 2020 | Joseph J. Landsberg, Richard H. Waring och Nicholas C. Coops                 | Australien, USA och Kanada                 |
| 2021 |                                                                              |                                            |
| 2022 | Ilkka Kilpeläinen och Herbert Sixta                                          | Finland och Österrike                      |
| 2023 | Darius M. Adams, Joseph Buongiorno och Richard Haynes                        | USA                                        |